# Microcebus griseorufus
Microcebus griseorufus là một loài động vật có vú trong họ Cheirogaleidae, bộ Linh trưởng. Loài này được Kollman mô tả năm 1910.

## Hình ảnh

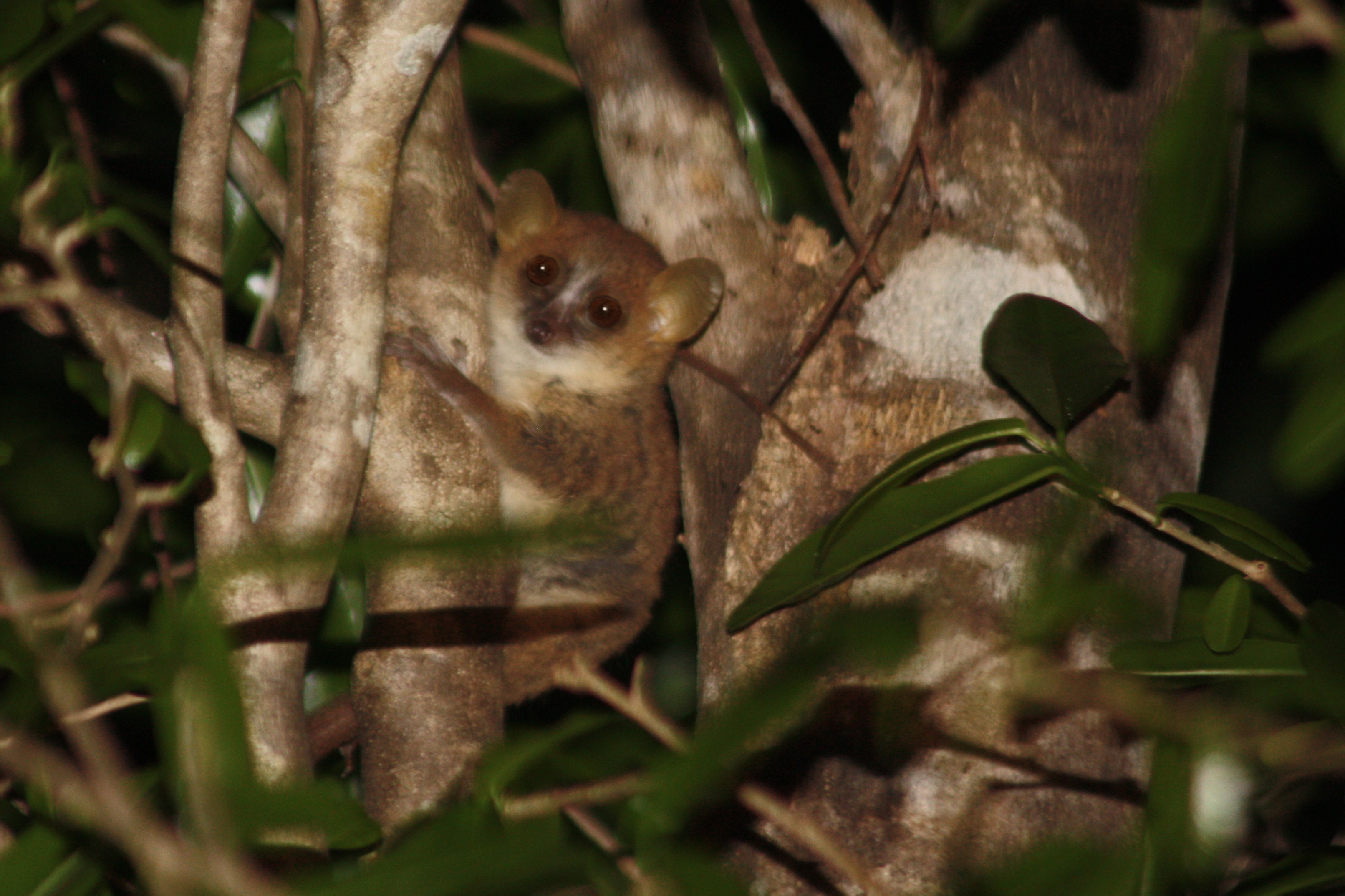